# Стантон (округ, Канзас)
Ста́нтон (англ. Stanton County; стандартное обозначение ST) — округ в штате Канзас, США. Официально образован в 1887 году. По состоянию на 2010 год, численность населения составляла 2 235 человек.

## География
По данным Бюро переписи США, общая площадь округа равняется 1 761,202 км2, из которых 1 761,202 км2 суша и 0,181 км2 или 0,010 % это водоёмы.

## Население
По данным переписи населения 2000 года в округе проживает 2 406 жителей в составе 858 домашних хозяйств и 638 семей. Плотность населения составляет 1,00 человек на км2. На территории округа насчитывается 1 007 жилых строений, при плотности застройки около 1,00-го строения на км2. Расовый состав населения: белые — 84,41 %, афроамериканцы — 0,62 %, коренные американцы (индейцы) — 1,21 %, азиаты — 0,17 %, гавайцы — 0,00 %, представители других рас — 12,51 %, представители двух или более рас — 1,08 %. Испаноязычные составляли 23,69 % населения независимо от расы.
В составе 40,20 % из общего числа домашних хозяйств проживают дети в возрасте до 18 лет, 63,50 % домашних хозяйств представляют собой супружеские пары проживающие вместе, 6,80 % домашних хозяйств представляют собой одиноких женщин без супруга, 25,60 % домашних хозяйств не имеют отношения к семьям, 22,60 %  состоят из одного человека, 9,00 %  состоят из престарелых (65 лет и старше), проживающих в одиночестве. Средний размер домашнего хозяйства составляет 2,74 человека, и средний размер семьи 3,21 человека.
Возрастной состав округа: 30,80 % моложе 18 лет, 8,40 % от 18 до 24, 28,30 % от 25 до 44, 19,50 % от 45 до 64 и 19,50 % от 65 и старше. Средний возраст жителя округа 34 лет. На каждые 100 женщин приходится 104,10 мужчин. На каждые 100 женщин старше 18 лет приходится 103,20 мужчин.
Средний доход на домохозяйство в округе составлял 40 172 USD, на семью — 46 300 USD. Среднестатистический заработок мужчины был 30 236 USD против 21 250 USD для женщины. Доход на душу населения составлял 18 043 USD. Около 10,70 % семей и 14,90 % общего населения находились ниже черты бедности, в том числе — 16,80 % молодёжи (тех, кому ещё не исполнилось 18 лет) и 12,90 % тех, кому было уже больше 65 лет.